# Rapado (película)
Rapado es una película argentina-holandesa dramática de 1996 escrita y dirigida por Martín Rejtman, en su ópera prima. Es protagonizada por Ezequiel Cavia, Damián Dreizik, Mirta Busnelli y Horacio Peña. 
Rapado es ampliamente considerada como una de las películas que inició el movimiento artístico conocido como Nuevo Cine Argentino. Fue presentada primero en el Festival Internacional de Cine de Locarno de Suiza en agosto de 1992, siendo luego estrenada en Argentina el 1 de agosto de 1996.

## Sinopsis
Un adolescente comienza a cambiar su vida cuando su motocicleta, dinero y zapatillas son robados. A partir de ese momento, se rapa por completo y empieza a obsesionarse con la idea de poder robarle una moto similar a cualquier persona en su barrio. Sus intentos por llevar a cabo ese robo lo llevan a encuentros que se disparan en varias direcciones y se entrelazan de una manera tan enrevesada como inesperada.

## Reparto
- Ezequiel Cavia
- Damián Dreizik
- Mirta Busnelli
- Horacio Peña
- Gonzalo Córdoba
- Cecilia Biagini
- José Glusman
- Verónica Llinás
- Pichón Baldinú
- Lucas Martí
- Juan Carrasco
- Néstor Frenkel
- Natalia Cano
- Juan Martín del Valle
- Jorge Capobianco
- Cristian Drut
- Ricardo Diez
- Rosario Bléfari

## Estilo
El director/productor Martín Rejtman desarrolló un estilo minimalista haciendo esta película, muy particular para la época. Al respecto del contexto que rodeaba la producción del film, Rejtman declaró: "Cuando hice Rapado, sentí que el cine argentino tenía demasiado diálogo, y encima malo. Odio los adornos, odio el artificio, odio cualquier cosa que sea innecesaria, porque en realidad no hay nada más allá de la pantalla".

## Recepción de la crítica
Pablo Suárez, crítico de cine para el Buenos Aires Herald y miembro de FIPRESCI Argentina dijo que Rapado era:

"...el primer largometraje que demostró que otro tipo de cine era posible en Argentina, uno capaz de empujar los límites. Rapado fue un absoluto oasis en una tierra plagada de películas con narrativas agonizantes, sin profundidad ni inspiración genuina, y aun así subsidiadas por el Estado en favor del Status Quo".

## Premios

### Ganados
- Asociación de Cronistas Cinematográficos de la Argentina: Cóndor de Plata; Mejor Ópera Prima, Martín Rejtman; 1997.

### Nominaciones
- Festival Internacional de Cine de Locarno: Leopardo dorado; Martín Rejtman; 1992.